# Runcinia johnstoni
Runcinia johnstoni är en spindelart som beskrevs av Roger de Lessert 1919. Runcinia johnstoni ingår i släktet Runcinia och familjen krabbspindlar. Inga underarter finns listade i Catalogue of Life.